# Seznam starostů Královských Vinohrad
Seznam starostů samostatné obce/města Vinohrady z let 1861–1921. 
První starosta Vinohrad nastoupil roku 1861, od roku 1867 bylo město přejmenováno na Královské Vinohrady, do roku 1875 spojeno se Žižkovem. Vytvořením Velké Prahy, v níž se Královské Vinohrady staly městskou čtvrtí s označením XII. samostatný úřad v roce 1922 zanikl.

## Chronologie
- 1861–1864: Eduard Pštross (1819–1890), právník a politik, nobilitovaný; majitel usedlosti Pštrosska
- 1864–1867: Kašpar Škván, psán také Kaspar Skwan, hostinský [1]
- 1867–1868: Václav Kerš, psán také Wenzel Kersch (1818-1896), hostinský[2]
- 1868–1873: Čeněk Vávra; politik: v letech 1857-1861 poslanec českého sněmu za kraj nymbursko-benátecký[3], majitel usedlosti Šafránka v Břevnově, jeho manželka Bohumila byla neteří F. L. Riegra[4],
- 1873–1875: Vilém Vlček, psán také Wilhelm Wlcžek (1829-1904), řezník a majitel realit[5]
- 1875–1875: Karel Hartig (1833–1905), stavitel; rozdělil okres vinohradský, od r. 1875 starosta samostatného Žižkova
- 1876–1884: Vilém Vlček
- 1885–1892: Jan Friedländer (1839–1892), stavitel
- 1892–1895: Jan Prokopec (1824–1895), podnikatel, továrník mlýnských a hydraulických strojů[6]
- 1895–1911: Josef Víšek (1853–1911); velkoprůmyslník, majitel kamenické firmy [7]
- 1912–1919: Alois Bureš (1849–1923), stavitel a majitel realit, např. vinohradského pivovaru[8]
- 1919–1922?: Jiří Pichl (1872–1952), spisovatel a politik